# Czartak (przystanek kolejowy)
Czartak – rozebrany przystanek kolejowy w województwie małopolskim, w Polsce, na rozebranym odcinku linii Trzebinia – Skawce, w przysiółku należącym do Jaroszowic. Przystanek został zlikwidowany w 1992 w związku z budową Zbiornika Świnna Poręba.